# Тотонакские языки
Тотонакские языки (Totonac, Totonacan) — семья индейских языков Мезоамерики, распространённая в Мексике (штаты Веракрус, Пуэбла и Идальго) среди тотонаков. Родство с другими семьями не установлено, однако тотонакские языки носят многие общие черты мезоамериканского языкового союза (включающего такие языки, как майя, науатль и др.): помещение глагола в начало фразы, частое использование корней, обозначающих части тела, в метафорических и локативных конструкциях, и т. д.

## Состав
Семья традиционно делится на две небольшие группы языков, взаимно не всегда понятных:
- тотонакские языки (тотонака, диалектный континуум, либо вся языковая группа)
- тепеуанские языки (тепеуа; Tepehua)

Тотонакские языки распространены в мексиканских штатах Пуэбла, Веракрус, Идальго. Число носителей — около 250 тысяч человек.
Тепеуаские языки распространены среди народа тепеуа в ряде центральных штатов Мексики. Их не следует путать с тепеуанскими языками, относящимися к юто-ацтекской семье.

## Диалекты
У тотонакского языка существует несколько диалектов:
- Верхненекаханский (Upper Necaxa)
- Горный (Highland)
- Йекуатланский (Yecuatla)
- Коютланский (Coyutla)
- Осуматланский (Ozumatlán)
- Папантланский (Papantla)
- Текпатланский (Tecpatlán)
- Филомена-мата-коауитланский (Filomena Mata-Coahuitlan)
- Шикотепек-де-хуаресский (Xicotepec de Juárez)

## Морфология и синтаксис
Как и многим другим америндским языкам, тотонакским свойственна высокая степень полисинтетизма.
Для тотонакских языков характерны две особенности: комитативные конструкции и инкорпорация частей тела.

### Комитативная конструкция
Языкам семьи свойственна комитативная конструкция, в которой указаны как деятель, так и содеятель глагола. Например, такой глагол, как «идти», может принимать комитативный префикс, образующий глагол со значением «идти с кем-либо», то есть подразумевающий как минимум ещё одного участника действия. В некоторых языках (диалектах) эти конструкции рассматривают второго участника как объект:
Пример из языка Верхнего Некаха:
ikta:a’na:n
ik-ta:-a’n-a:-n
1-е лицо ед.ч.-субъект-КОМ-идти-имперфект-2-е лицо объект
«Я иду с тобой»
В других языках (диалектах) содеятель склоняется как второй субъект. Например, глагол «бежать» может принимать одновременного аффиксы субъекта как 1, так и 2 лиц для образования предложения «ты и я бежим», «ты бежишь со мной», или «я бегу с тобой».
Iklaatsaa’layaa’n.
Ik-laa-tsaa’la-yaa-'-na
1 лицо ед.ч.-КОМ-бежать-имперфект-2-е лицо ед.ч.-КОМ
«Ты и я бежим».

### Инкорпорация частей тела
В тотонакских языках происходит инкорпорация существительных, однако инкорпорировать можно не всякие существительные, а только корни названий частей тела в виде префиксов. При инкорпорации данных корней они служат для определения локуса воздействия глагола, то есть указывают, на субъект или объект направлено действие.
Ikintsuu’ksaan.
Ik-kin-tsuu’ks-yaa-na
1-е л.ед.ч.-нос-целовать-имперф.-2объект
"Я целую твой нос. (буквю «я нос-целовать ты»)
Tuuxqatka’n.
tuu-xqat-kan-' 
нога (ступня)-мыть-рефл.-2субъект
«Ты моешь свои ноги» (букв. «ты нога-мыть себя».)
Корень, происходящий от названия части тела и выступающий как неагентивный субъект, также может инкропорироваться.
Ikaa’ka’tsan.
Ik-kaa’k-ka’tsan
1-е л. ед.ч.-голова-болеть
«Моя голова болит» (букв. «я голова-болеть».)
Следует отметить, что инкорпорация существительных в тотонакских языках никогда не снижает валентности глагола, что делает тотонакские языки типологически необычными. Отсутствие явления уменьшения валентности глаголов при именной инкорпорации — достаточно распространённое среди языков мира явление — могло быть обусловлено очень строгими семантическими ограничениями для инкорпорируемых существительных. Это, в свою очередь, могло быть связано с тем, что независимые слова для обозначения частей тела во многих тотонакских языках состоят из префикса части тела, присоединяемого к собственно названию (Beck 2004), что ставит под сомнение саму классификацию этого явления как именной инкорпорации, по крайней мере в обычном понимании этого термина.

### Фонетический символизм
Ещё одной характерной чертой тотонакских языков является фонетический символизм: значение слова может слегка изменяться путём замены одного согласного на другой, например, для интенсификации или указания на большой размер (аналогом данного явления является фонетическое различие между 1 и 2 глагольными породами арабского языка).